# Crangon septemspinosa
Crangon septemspinosa är en kräftdjursart som beskrevs av Thomas Say 1818. Crangon septemspinosa ingår i släktet Crangon och familjen Crangonidae. Inga underarter finns listade i Catalogue of Life.